# Визволяти Гонконг, революція часу
«Звільни Гонконг, революція нашого часу» (кит.: 光復香港，時代革命, вимова на кант. gwong1 fuk6 hoeng1 gong2, si4 doi6 gaak3 ming6) — гасло, що використовується громадськими рухами Гонконгу (особливо в Протести в Гонконзі). Гасло вперше було використано в 2016 році представником корінного населення Гонконгу Едвардом Леунгом як темою своєї кампанії та гасло для проміжних виборів у Нові території на Сході 2016 року . Він підкреслив, що будь-хто може брати участь в інноваціях і змінах незалежно від віку, звідси і вживання фрази «революція нашого часу». Під час парламентських виборів, що відбулися пізніше того ж року, Youngspiration, яка співпрацювала з корінними народами Гонконгу, оскільки Комісія з питань виборів заборонила Люну балотуватися, також використовувала це гасло для своєї кампанії.